# Sablia valesicola
Sablia valesicola là một loài bướm đêm trong họ Noctuidae.